# Civitas Social Housing
Civitas Social Housing是英國一個房地產信託基金，在英國持有專業支援房屋及家居護理房屋，現為長江實業集團旗下公司。
2024年5月，長江實業集團宣布以總作價4.85億英鎊（約48.11億港元），每股作價80便士收購Civitas Social Housing。
2023年8月4日，Civitas Social Housing從倫敦證券交易所除牌。
2024年10月，Civitas Investment Management以3億歐元收購德國26個護老房屋項目，該批項目主要位於柏林及漢堡。

## 外部連結
- Civitas Social Housing （页面存档备份，存于）